# Hallenradsport-Weltmeisterschaften 2004
Die Hallenradsport-Weltmeisterschaften 2004 fanden vom 19. bis 21. November 2004 in Tata, Ungarn statt. Es wurden Wettkämpfe im Radball und Kunstradfahren ausgetragen. Die erfolgreichste Nation war Deutschland, welche drei der sechs Goldmedaillen gewann.
Es nahmen insgesamt 175 Sportler teil, welche alle aus dem europäischen oder asiatischen Raum stammten.

## Radball
Es wurde ein 2er-Teamwettkampf bei den Herren durchgeführt.

### Modus
Das Turnier umfasste zwei Gruppen: Gruppe A mit den sechs stärksten Nationen des Vorjahres und die Gruppe B mit acht schwächeren Mannschaften. 
In Gruppe A gab es eine Runde, in der alle einmal gegen alle spielten. Im Halbfinale spielte dann das Team auf Rang eins gegen das Team auf Rang vier und das Team auf Rang zwei gegen das auf Rang drei. Die beiden Sieger aus den Halbfinals spielten schließlich im Finalspiel den Weltmeister aus. In der Gruppe B gab es zwei Gruppen, welche jeweils alle gegen alle einmal spielten. Danach wurden in der Gruppe B noch Platzierungsspiele ausgetragen zwischen den jeweils gleichplatzierten. Die Mannschaften auf Rang fünf und sechs der Gruppe A mussten in der Abstiegsrunde gegen den Gewinner und Zweitplatzierten der Gruppe B antreten.

### Gruppe A
| Rang | Land        | Spieler            | Spieler             |
| ---- | ----------- | ------------------ | ------------------- |
| 1.   | Tschechien  | Pavel Smid         | Petr Skotak         |
| 2.   | Schweiz     | Paul Looser        | Peter Jiricek       |
| 3.   | Österreich  | Simon König        | Dietmar Schneider   |
| 4.   | Belgien     | Christoph Baudu    | Rik Deuvaert        |
| 5.   | Deutschland | Mike Pfaffenberger | Steve Pfaffenberger |
| 6.   | Frankreich  | Frédéric Doell     | Luc Doell           |

### Gruppe B
| Rang | Land        | Spieler                   | Spieler                 |
| ---- | ----------- | ------------------------- | ----------------------- |
| 1.   | Japan       | Tsuzuki Katsumi           | Matsuda Ko              |
| 2.   | Kroatien    | Jasmin Fazlic             | Michael Posedi          |
| 3.   | Rumänien    | Dorian Doroftei           | Mircea Tric             |
| 4.   | Slowakei    | Robert Rizmann            | Dalibor Roznik          |
| 5.   | Ungarn      | Tamas Szitas              | Istvan Borka            |
| 6.   | Malaysia    | Mohamad Nor Effendy Jupri | Abdul Razak Abdul Rahim |
| 7.   | Hongkong    | Tai Ho Wing               | Fai Lo Man              |
| 8.   | Niederlande | Hai Erens                 | Michael Van Geffen      |

### Auf-Abstiegsrunde
Deutschland und Frankreich konnten sich den Ligaerhalt sichern.
| Rang | Land        | Spieler            | Spieler             |
| ---- | ----------- | ------------------ | ------------------- |
| 1.   | Deutschland | Mike Pfaffenberger | Steve Pfaffenberger |
| 2.   | Frankreich  | Frédéric Doell     | Luc Doell           |
| 3.   | Japan       | Tsuzuki Katsumi    | Matsuda Ko          |
| 4.   | Kroatien    | Jasmin Fazlic      | Michael Posedi      |

## Kunstradfahren
Es wurden Wettkämpfe im 1er- 2er- und 4er-Kunstradfahren der Damen und im 1er- und 2er-Kunstradfahren der Herren durchgeführt.

### Modus
Jeder Teilnehmer bzw. jedes Team hatte eine Kür zu fahren. Diese dauerte maximal sechs Minuten und beinhaltete bei den Einzelstartern 28 und bei den Duos 22 verschiedene Elemente mit je einer gewissen Schwierigkeitsstufe, die mit der Grundpunktzahl addiert als Basis für die Bewertung dienten (eingereichte Punkte). Das Endresultat ergab sich nach Abzug der Fehlerpunkte (ausgefahrene Punkte).

### Frauen

#### Einzel
Insgesamt nahmen am Wettkampf 27 Athletinnen aus 14 Nationen teil.
Medaillengewinner
| Rang | Land        | Fahrerin        | einger. | ausgef. |
| ---- | ----------- | --------------- | ------- | ------- |
| 1.   | Deutschland | Claudia Wieland | 336.00  | 330.55  |
| 2.   | Deutschland | Corinna Hein    | 338.60  | 325.65  |
| 3.   | Österreich  | Sarah Kohl      | 332.20  | 324.87  |

#### Doppel
Insgesamt nahmen am Wettkampf 17 Teams aus 10 Nationen teil.
Medaillengewinner
| Rang | Land        | Fahrerin 1          | Fahrerin 2         | einger. | ausgef. |
| ---- | ----------- | ------------------- | ------------------ | ------- | ------- |
| 1.   | Deutschland | Carolin Ingelfinger | Katja Knaack       | 319.00  | 313.30  |
| 2.   | Deutschland | Katrin Schultheis   | Sandra Sprinkmeier | 314.00  | 309.60  |
| 3.   | Tschechien  | Iva Valesova        | Andrea Petrickova  | 300.00  | 290.14  |

#### 4er-Team
Das Teilnehmerfeld bestand aus neun Teams.
Medaillengewinner
| Rang | Land        | Fahrerinnen                                                            | einger. | ausgef. |
| ---- | ----------- | ---------------------------------------------------------------------- | ------- | ------- |
| 1.   | Schweiz     | Eliane Zeller Petra Storchenegger Jeanette Schneider Sabrina Lenherr   | 367.40  | 352.77  |
| 2.   | Deutschland | Manuela Dieterle Simone Rudolf Katja Gaißer Christine Zimmermann       | 361.00  | 349.90  |
| 3.   | Tschechien  | Marketa Tobolíková Jana Oplocká Kateřina Přibylová Michaela Matoušková | 353.00  | 346.53  |

### Herren

#### Einzel
Insgesamt nahmen am Wettkampf 22 Athleten aus 12 Nationen teil.
Medaillengewinner
| Rang | Land        | Fahrer         | einger. | ausgef. |
| ---- | ----------- | -------------- | ------- | ------- |
| 1.   | Tschechien  | Arnost Pokorny | 342.80  | 334.75  |
| 2.   | Deutschland | Robin Hartmann | 341.20  | 332.30  |
| 3.   | Deutschland | Steffen Hain   | 344.40  | 330.21  |

#### Doppel
Es nahmen insgesamt 14 Duos aus 9 Nationen teil.
Medaillengewinner
| Rang | Land        | Fahrer 1       | Fahrer 2       | einger. | ausgef. |
| ---- | ----------- | -------------- | -------------- | ------- | ------- |
| 1.   | Deutschland | Simon Altvater | Nico Kunert    | 332.00  | 322.93  |
| 2.   | Deutschland | Heiko Rauch    | Michael Rauch  | 328.80  | 316.39  |
| 3.   | Tschechien  | Petr Bartunek  | Kamil Bartunek | 293.80  | 289.95  |